# Грузька сільська рада (Голованівський район)
| Грузька сільська рада — колишній орган місцевого самоврядування у Голованівському районі Кіровоградської області з адміністративним центром у с. Грузьке. Сільській раді були підпорядковані населені пункти: - с. Грузьке - с. Ясне |

## Склад ради
Рада складалася з 14 депутатів та голови.

### Керівний склад ради
| ПІБ                       | Основні відомості                                                                           | Дата обрання | Дата звільнення |
| ------------------------- | ------------------------------------------------------------------------------------------- | ------------ | --------------- |
| Кучмій Богдан Борисович   | Сільський голова, 1985 року народження, освіта, член Селянської партії України              | 26.03.2006   | 01.09.2008      |
| Капелюшна Любов Борисівна | Сільський голова, 1970 року народження, освіта, Всеукраїнське об'єднання «Батьківщина»      | 30.11.2008   | 31.10.2010      |
| Капелюшна Любов Борисівна | Сільський голова, 1970 року народження, освіта вища, Всеукраїнське об'єднання «Батьківщина» | 31.10.2010   |                 |

Примітка: таблиця складена за даними джерела

## Населення
Згідно з переписом УРСР 1989 року чисельність наявного населення сільської ради становила 1321 особа, з яких 536 чоловіків та 785 жінок.
За переписом населення України 2001 року в сільській раді мешкало 1187 осіб.

### Мова
Розподіл населення за рідною мовою за даними перепису 2001 року:
| Мова       | Відсоток |
| ---------- | -------- |
| українська | 98,32 %  |
| російська  | 1,60 %   |
| білоруська | 0,08 %   |